# Dendroaspis
Dendroaspis (Schlegel, 1848) è un genere di serpenti arborei africani (Dendroaspis, significa letteralmente "serpente dell'albero") della famiglia Elapidae, comunemente noti come mamba.
Di questo genere fa parte il mamba nero (Dendroaspis polylepis), il più grande serpente velenoso africano, che ha una potente neurotossina spesso mortale per gli esseri umani se non viene prestato soccorso adeguato in brevissimo tempo. Prima della scoperta dell'antidoto contro il suo veleno il tasso di letalità era prossimo al 100%. L'attributo nero al suo nome non dipende dal colore della sua pelle, ma dal suo palato, altamente pigmentato.
Il mamba verde occidentale (Dendroaspis viridis) e orientale (Dendroaspis angusticeps) hanno un veleno molto simile a quello del mamba nero ma ne iniettano quantità minori, seppur sempre letali.
Il genere Dendroaspis è collegato con i cobra (Elapidi) come si può notare durante la loro esposizione di minaccia, in cui aprono la bocca mostrando il palato.
Sono diffusi esclusivamente in Africa subsahariana.

## Comportamento
La maggior parte dei mamba verdi, comprese anche le sottospecie, è arborea, mentre il mamba nero è terrestre. Entrambi sono diurni: durante il giorno cacciano attivamente le loro prede (piccoli mammiferi, uccelli e lucertole), non appena scende la notte si recano nella propria tana. Il mamba nero di solito usa la sua velocità per sfuggire dalle minacce. Il mamba, generalmente, evita il contatto con gli esseri umani.